# Saint-Pellerin (Eure-et-Loir)
Saint-Pellerin – miejscowość i dawna gmina we Francji, w Regionie Centralnym, w departamencie Eure-et-Loir. W 2013 roku populacja gminy wynosiła 350 mieszkańców. 
1 stycznia 2017 roku połączono sześć wcześniejszych gmin: Arrou, Boisgasson, Châtillon-en-Dunois, Courtalain, Langey oraz Saint-Pellerin. Siedzibą nowej gminy została miejscowość Arrou, a gmina przyjęła jej nazwę. 